# UTC+7:20
UTC+7:20 era o fuso horário utilizado no horário de verão da Singapura entre 1933 e 1940.
Longitude ao meio: 110º 00' 00" L